# Julien Rappeneau

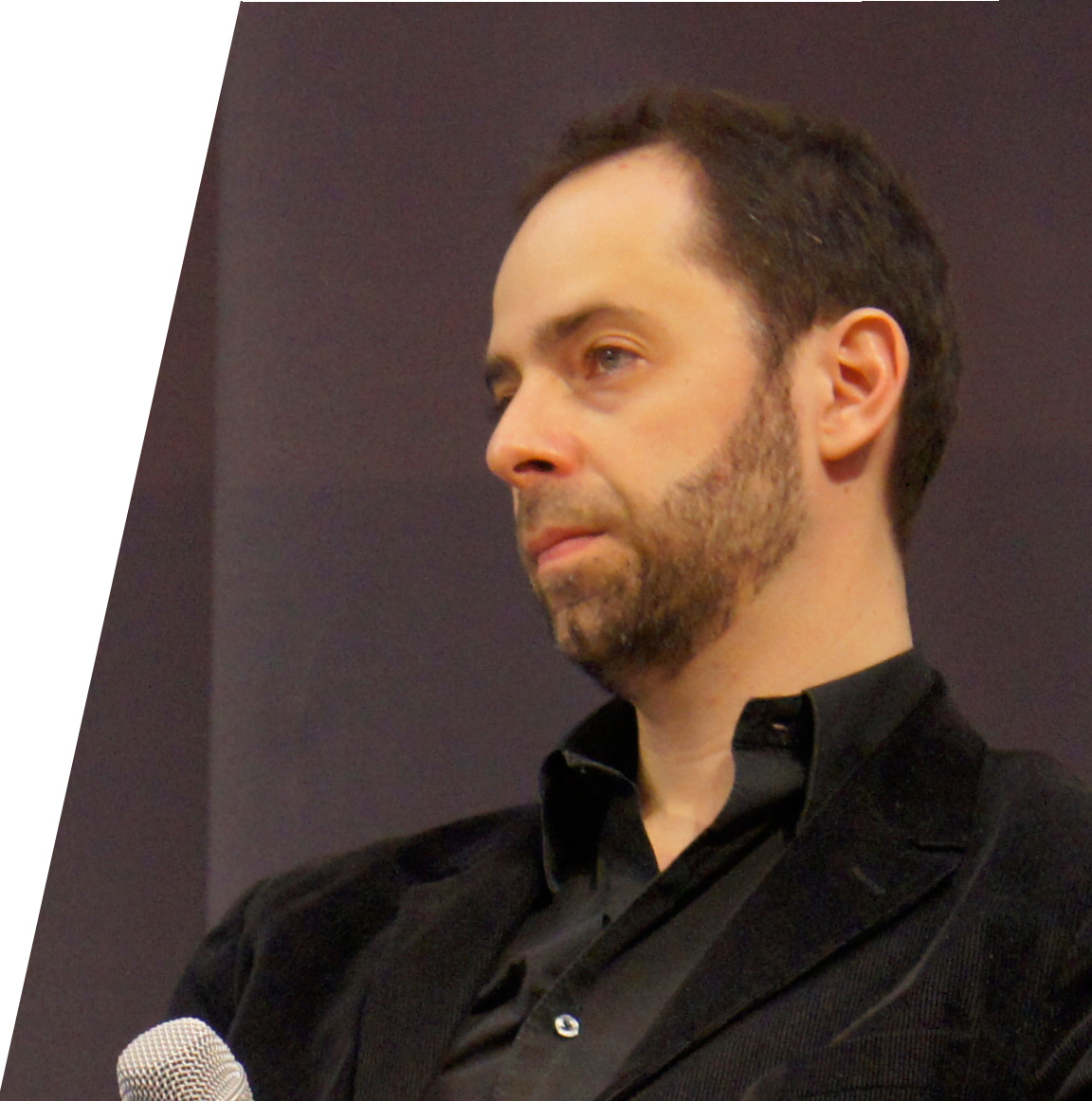
Julien Rappeneau 2012

Julien Rappeneau ist ein französischer Drehbuchautor und Filmregisseur.

## Leben
Rappeneau wuchs in einem Künstlerhaushalt auf: Er ist der Sohn des Filmregisseurs Jean-Paul Rappeneau. Seine Tante ist Regisseurin Élisabeth Rappeneau, sein Bruder Martin Rappeneau ist als Filmkomponist tätig. Schon im Kindesalter ging Rappeneau regelmäßig ins Kino. Da sein Vater dagegen war, dass er eine Karriere beim Film einschlägt, wurde Rappeneau zunächst Journalist und schrieb unter anderem für Magazine wie Écran total und Télérama. Eher zufällig kam Rappeneau zum Film, da sein Vater ihn in die Vorbereitung des Films Bon Voyage einbezog. Rappeneau schrieb schließlich das Drehbuch als Coautor. Es folgten mehrere Filmszenarios, darunter mit Olivier Marchal und Franck Mancuso das Drehbuch für 36 – Tödliche Rivalen (2004), für das er 2005 eine César-Nominierung in der Kategorie Bestes Drehbuch erhielt, Dialoge für Paris, Paris – Monsieur Pigoil auf dem Weg zum Glück (2008) sowie die Adaption und das Drehbuch für My Way – Ein Leben für das Chanson (2012).
Im Jahr 2015 drehte und veröffentlichte Rappeneau mit Rosalie Blum sein Regiedebüt. Der Film nach einer Graphic Novel von Camille Jourdy gewann auf dem Gijón International Film Festival den Publikumspreis und wurde 2017 für einen César in der Kategorie Bestes Erstlingswerk nominiert.

## Filmografie
- 2003: Mais qui a tué Pamela Rose?
- 2003: Bon Voyage
- 2004: 36 – Tödliche Rivalen (36 Quai des Orfèvres)
- 2006: (Welt) All inklusive (Un ticket pour l’espace)
- 2006: La jungle
- 2007: Fred Vargas – Fliehe weit und schnell (Pars vite et reviens tard)
- 2008: Paris, Paris – Monsieur Pigoil auf dem Weg zum Glück (Faubourg 36)
- 2008: Largo Winch – Tödliches Erbe (Largo Winch)
- 2009: RTT
- 2011: Largo Winch II – Die Burma Verschwörung (Largo Winch II)
- 2012: My Way – Ein Leben für das Chanson (Cloclo)
- 2012: FBI – Female Body Inspectors (Mais qui a re-tué Pamela Rose?)
- 2013: Zulu
- 2015: Plötzlich wieder jung – Zurück in die 80er (Bis)
- 2015: Belles familles
- 2015: Rosalie Blum
- 2016: Im Namen meiner Tochter – Der Fall Kalinka (Au nom de ma fille)
- 2021: Der kleine Nick auf Schatzsuche (Le Trésor du Petit Nicolas)